# داریوش نیک‌گو
داریوش نیک‌گو یا داریوش نیکو (۱۴ بهمن ۱۳۱۵ در کرمانشاه - ۲۷ اردیبهشت ۱۳۴۸ در جلدیان)، معلم و فعال سیاسی کمونیست کرد بود. وی یکی از نخستین کسانی است که در مبارزه با حکومت پهلوی مشی مسلحانه را انتخاب کرد و در منطقهٔ جنوب کردستان ایران به ساماندهی برای مبارزهٔ مسلحانه علیه حکومت پهلوی پرداخت. حکومت پهلوی وی را در سال ۱۳۴۸ در پادگان جلدیان در پیرانشهر به همراه چند تن دیگر از همفکرانش اعدام کرد. مبارزات وی الهام‌بخش نسلی از نیروهای چپ و نیز معلمان دارای اندیشهٔ مخالف با رژیم پهلوی بود.

## زندگی
داریوش نیک‌گو در روز ۱۴ بهمن ۱۳۱۵ در محلهٔ فیض‌آباد در کرمانشاه به دنیا آمد. پدرش سیف‌الله از بازاریان کرمانشاه بود و مادرش زهرا زنی خانه‌دار بود. وی ۲ برادر و ۴ خواهر داشت که همگی از وی بزرگتر بودندو یک خواهر کوچکتر . دوران دبیرستان داریوش نیک‌گو با دههٔ ۱۳۳۰ و بحران‌های سیاسی آن مصادف شد. در این زمان یکی از برادران بزرگتر وی به نام احمد نیک‌گو در فضای پس از کودتای ۲۸ مرداد ۱۳۳۲ به جرم همراه داشتن اعلامیه‌ای از حزب تودهٔ ایران دستگیر و زندانی شد و در زندان به دلیل ضرباتی که در حین شکنجه به سرش وارد آمد به بیماری مزمن روانی مبتلا شد. اگرچه پس از پایان حبس ۶ ماهه‌اش از زندان آزاد شد، اما هرگز به زندگی عادی بازنگشت و نهایتاً در ۵۷ سالگی از دنیا رفت. این ماجرا تأثیر عمیقی در زندگی داریوش داشت و گرایش وی را به سیاست تسریع کرد.
داریوش نیک گو تحصیلات عمومی‌اش را در سال ۱۳۳۸ به اتمام رسانده و به سربازی رفت. وی با درجهٔ افسری دورهٔ آموزشی توپخانه را طی کرد. پس از پایان سربازی از سال ۱۳۴۱ شغل معلمی را انتخاب کرد و به ثلاث باباجانی رفت. وی در آنجا از یک سو با فقر و ستم در روستاهای کردنشین آشنا شد و از سوی دیگر سعی می‌کرد از حقوق معلمی خود به مردم روستاها و دانش‌آموزان کمک کرده و اندکی در بهبود وضعیت آن‌ها نقش داشته‌باشد اما فکر اقدامی اساسی برای مبارزه با فقر و تضاد طبقاتی در همین دوران ذهن وی را مشغول کرد و در برابر به انقلاب کارگری دهقانی باور پیدا کرد. نیک‌گو مبارزهٔ مسلحانه را در برابر خشونت افسارگسیختهٔ رژیم پهلوی تنها راه‌گذار از انسداد سیاسی می‌دانست که می‌تواند تکامل سیاسی جامعه را تسریع کند. وی آزادی کردستان را به عنوان بخشی از ایران مقدمه‌ای برای انقلاب ایران و آزادی مناطق دیگر می‌دانست و معتقد بود که این مسئله می‌تواند سبب کمک به آزادی دیگر مناطق نیز بشود.

## طرح قیام مسلحانه در کردستان
نیک‌گو به همراه دو تن از دوستانش با تکیه بر جایگاهی که به عنوان معلم در روستاهای هورامان داشتند و نیز به واسطهٔ چهرهٔ مثبتی که به خاطر کمک‌های انسان‌دوستانه‌اش به مردم کسب کرده‌بود فعالیت سیاسی خود را در این منطقه آغاز کرد و کوشید تا ضمن کسب آگاهی در رابطه با وضعیت اجتماعی و سیاسی آن منطقه به جذب و بسیج نیروهای مستعد برای آغاز عملیات مسلحانه بپردازد. داریوش نیک‌گو در زمان حضور در منطقهٔ ثلاث باباجانی، کوشید تا ایل قلخانی و طایفهٔ باباجانی را که دشمنی دیرینه‌ای با یکدیگر داشتند با تکیه بر جایگاهش به عنوان معلم و معتمد رفع کرده و با مذاکره با بزرگان دو ایل زمینهٔ آشتی دو ایل را فراهم بیاورد. با این حال رژیم شاه از آغاز سال تحصیلی ۴۵–۱۳۴۴ محل خدمت وی را به پاوه منتقل نمود تا از منطقه‌ای که در آن نفوذ و اعتبار خوبی به دست آورده‌بود دور نگاه دارد.
داریوش نیک‌گو در این زمان و پیش از اقدام به هر عملی در یک بیمارستان دولتی بدون استفاده از داروی بیهوشی استخوان بینی‌اش را که در نتیجهٔ شکستگی در فوتبال به عمل نیاز داشت جراحی کرد و همچنین چند نقطه از بدنش را سوزاند تا توانایی و استقامت خود را در برابر شکنجه‌های احتمالی رژیم پهلوی بسنجد.
نیک‌گو به همراه گروهش عملیات شناسایی و تجسس را با شناسایی موقعیت ژئواستراتژیک هورامان، ناهمواری‌ها و موقعیت مراکز نظامی و پادگان‌ها آغاز کرد. طرح قیام بدین صورت بود که گروهی از نیروهای انقلابی برای زندگی در کوهستان آموزش می‌یافت. این گروه با هماهنگی عشایری از ایلات باباجانی و قلخانی که با گروه داریوش در هماهنگی قرار گرفته‌بودند در تاریخی مشخص به پادگان پاوه حمله می‌کردند. منبع آب پادگان به داروی بیهوشی آلوده شده و نیروهای مهاجم طی عملیاتی پادگان را تصرف و اسلحه و مهمات آن را تصاحب می‌کردند. از این زمان مقاومت در کوهستان آغاز و توسط گروه کوهستان رهبری و هدایت می‌شد. باور داریوش نیک‌گو این بود که این رخداد می‌تواند جریقه‌ای برای پیوستن مردم سایر نقاط ایران به مقاومت علیه رژیم شاه باشد و حتی می‌تواند به قیامی توده‌ای بدل گردد. با این حال در همین زمان ادارهٔ فرهنگ کرمانشاه بار دیگر محل خدمت نیک‌گو را تغییر داد و این بار از آغاز سال تحصیلی ۴۸–۱۳۴۷ وی را به کرمانشاه منتقل کرد.
در پاییز ۱۳۴۷، عنصری نفوذی به نام احمدنژاد اعضای گروه را به ساواک لو داد و همهٔ اعضای گروه در آبان ۱۳۴۷ دستگیر شدند. تانک‌های ارتش شبانه پاوه را محاصره و نظامیان برای دستگیری اعضای گروه عملیات به خانه‌های مردم در پاوه هجوم بردند. در پاوه شایع شد که داریوش نیک‌گو شبانه در منزل خواهرش در کرمانشاه دستگیر شده و گروه وی متلاشی شده‌است. گروه داریوش نیک‌گو به پادگان جلدیان منتقل شده و تحت شکنجه قرار گرفتند. نهایتاً روز ۲۷ اردیبهشت ۱۳۴۸ همهٔ اعضای گروه در پادگان جلدیان تیرباران شدند.

## مرگ
داریوش نیک‌گو از آبان ماه ۱۳۴۷ توسط ساواک در منزل خواهرش در کرمانشاه بازداشت و تحت شکنجه قرار گرفت. در هنگام دستگیری از وی اسلحه‌ای به دست نیامد، اما چند خشاب کلت که برای یکی از دوستان ماجراجویش خریده‌بود از منزل خواهرش کشف و ضمیمهٔ پرونده‌اش گردید.
شکنجهٔ وی در زندان اوین و زندان قزل‌قلعه صورت گرفت. بدن وی با جیپ روی سیم خاردار کشیده‌شد و به صورت وارونه در سلول عمومی زندان قزل‌قلعه آویزان شد. برای وی و گروهش دادگاه نظامی برگزار شد و داریوش نیک‌گو مسئولیت همهٔ عملیات را بر عهده گرفت و به عنوان متهم ردیف اول به اعدام محکوم شد. تیمسار اویسی برای رسیدگی به پرونده به پادگان جلدیان آمد که قرار بود محل اجرای حکم تیرباران داریوش نیک‌گو و گروهش باشد. اویسی به پدر داریوش اجازهٔ ملاقات با وی را داد. پدر از وی خواست تا با نوشتن ندامت‌نامه از تیمسار اویسی بخواهد واسطه‌ای برای عفو وی شود، اما داریوش این درخواست را اکیداً رد می‌کند. دادگاه نظامی اتهام ارتباط با کشورهای بیگانه را نیز در شمار اتهامات داریوش نیک‌گو قید کرده‌بود که هرگز اثبات نشد. سحرگاه روز ۲۷ اردیبهشت ۱۳۴۸ گروه داریوش نیک‌گو به اسامی زیر با حکم دادگاه نظامی در پادگان جلدیان در نزدیکی پیرانشهر تیرباران شدند:
1. داریوش نیک‌گو (معلم)
2. جعفر کریمیان (معلم)
3. بهمن بیگ لهونی (کشاورز)
4. مجید مجیدی (کشاورز)
5. حاجی نیازی لهونی (کشاورز)
6. عطاالله پیاپ (کشاورز)[۲۳]

همچنین سرگرد محمدامین سلطان لهونی، سهراب بیگ لهونی و امین بیگ لهونی از رؤسای عشایر منطقه ابتدا به اعدام محکوم شدند، اما حکم این دو به علت کهولت سن به ۱۰ سال حبس همراه با اعمال شاقه محکوم شدند. احمد بیگ لهونی نیز که ابتدا به اعدام محکوم شده‌بود، با یک درجه تخفیف به حبس ابد محکوم شد. یوسف کریمیان (برادر جعفر کریمیان)، وریا کریمیان (فرزند محمدامین سلطان) و داود بیگ ایراندوست نیز پس از ۹ ماه آزاد شدند. برخی دیگر از اعضای مرتبط با گروه نیز بعد از اعدام‌ها دستگیر و بازجویی شدند.

## فعالیت‌های ورزشی
داریوش نیک‌گو علاوه بر سیاست به عنوان یک ورزشکار نیز شناخته شده‌بود. وی در رشتهٔ شنا و فوتبال فعالیت می‌کرد و به ویژه در فوتبال سال‌ها به عنوان عضو تیم فوتبال کرمانشاه و گوش راست این تیم فعالیت کرد. عضویت وی در تیم فوتبال شهر کرمانشاه سبب شد تا وی همراه با این تیم به نقاط مختلف ایران سفر کرده و با زندگی مردم مناطق دیگر ایران نیز آشنا شود.

## وصیت‌نامهٔ داریوش نیک‌گو
پدر عزیزم،
«ضمن سلام، امیدوارم مرا ببخشید که برخلاف خواست شما عمل کردم، من با قلبی روشن به سوی مرگ می‌روم. در آخرین دقایق زندگی‌ام احساس می‌کنم قلبم مملو از عشق به وطنم ایران است. از شما تقاضا دارم پس از من نگذارید افراد فامیل و دوستانم ناراحت باشند. به بچه‌های خانواده بگویید درس‌هایشان را خوب بخوانند تا بهتر بتوانند به مردم محروم کشورشان خدمت کنند. به میرزای بزاز بدهی دارم، آن را بپردازید، در پاوه به اسفندیار سلمانی بدهکارم، آن را هم بپردازید. از خواهرانم تقاضا دارم که به خاطر من صورت خودشان را مجروح نکنند. از جانب من به همه سلام برسانید و از همگی خداحافظی کنید.»

۲۷ اردیبهشت ۱۳۴۸

## نگارخانه

داریوش نیک‌گو (راست) در کنار برادر بزرگش احمد نیک‌گو که در سال ۱۳۳۲ به دلیل فعالیت سیاسی زندانی شد و در زندان بر اثر ضربات وارده به جمجمه در زیر شکنجه دچار بیماری روانی گردید.
داریوش نیک‌گو (نشسته، سوم از چپ) به همراه شاگردانش در پاوه
داریوش نیک‌گو در پاوه
داریوش نیک‌گو به همراه شاگردانش و چند نفر از مردم منطقه، در ثلاث باباجانی، ۱۳۴۵.
داریوش نیک‌گو (دوم از چپ) در هورامان
داریوش نیک‌گو در دوران نوجوانی
داریوش نیک‌گو (دوم از راست) در کنار برادر بزرگش احمد نیک‌گو و خواهرزاده‌هایش
داریوش نیک‌گو (راست) در لباس نظام وظیفه در دورۀ آموزشی توپخانه در اصفهان، به همراه یکی دیگر از فوتبالیست‌های تیم فوتبال کرمانشاه.
داریوش نیک‌گو (دوم از چپ) با درجۀ افسری وظیفه در دورۀ آموزشی توپخانه در اصفهان.